# Merel Conijn
Merel Conijn (Ámsterdam, 19 de octubre de 2001) es una deportista neerlandesa que compite en patinaje de velocidad sobre hielo. Ganó dos medallas de bronce en el Campeonato Mundial de Patinaje de Velocidad sobre Hielo en Distancia Individual de 2025, en las pruebas de 3000 m y 5000 m.

## Palmarés internacional
| Campeonato Mundial en Distancia Individual | Campeonato Mundial en Distancia Individual | Campeonato Mundial en Distancia Individual | Campeonato Mundial en Distancia Individual |
| Año                                        | Lugar                                      | Medalla                                    | Prueba                                     |
| ------------------------------------------ | ------------------------------------------ | ------------------------------------------ | ------------------------------------------ |
| 2025                                       | Hamar (Noruega)                            | Medalla de bronce                          | 3000 m                                     |
| 2025                                       | Hamar (Noruega)                            | Medalla de bronce                          | 5000 m                                     |